# Грінченко Анастасія Борисівна
Анастасія (Настя) Борисівна Грінченко (псевдоніми: Гаєнко Н., Горова Настя, Сагайдачна Настя, Наталка та ін.; (13 (25) грудня 1884, с. Нижня Сироватка, Сумський район, Сумська область — 1 (14) жовтня 1908, Київ) — українська письменниця, перекладачка, публіцистка, революціонерка. Донька Бориса Грінченка.

## Життєпис

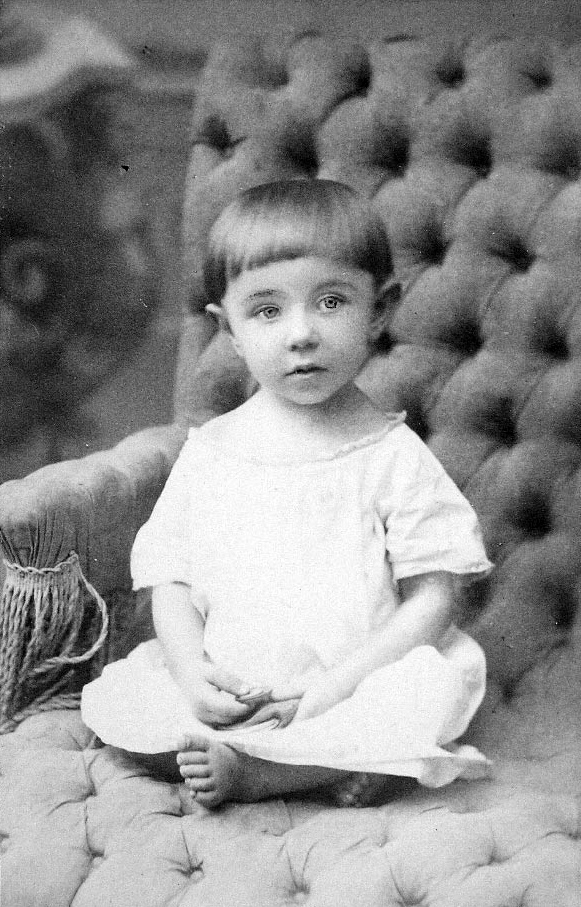
Настя Грінченко в дитинстві

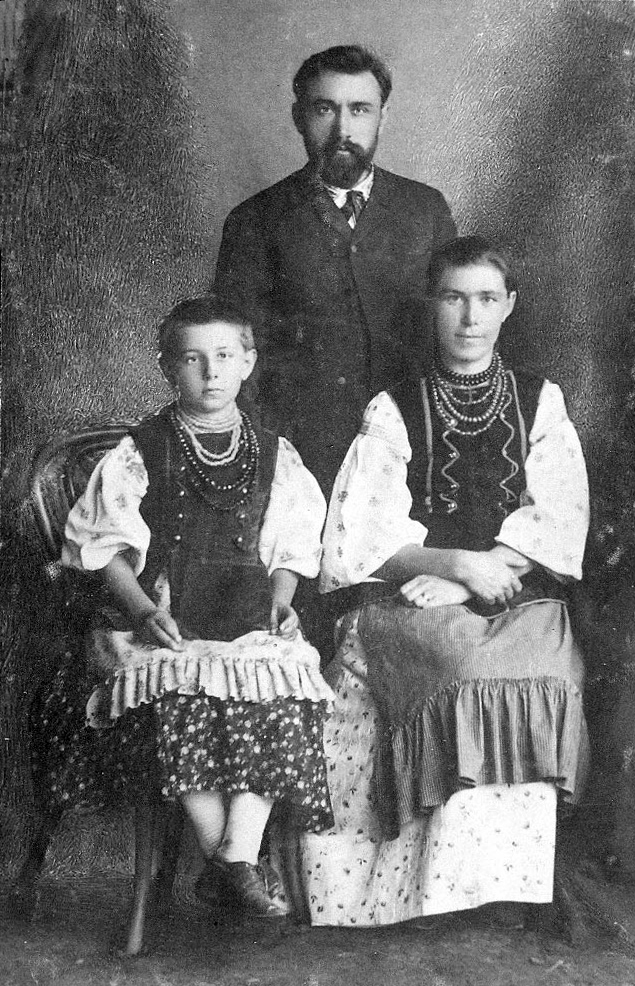
Настя Грінченко з батьками

Була єдиною донькою в родині українських письменників Бориса Грінченка та Марії Грінченко. Цікавилася українським національним рухом, перекладала, писала, захоплювалась музикою.
Після закінчення гімназії у Києві вирушила до Львова, де навчалася на філософському факультеті Львівського університету у 1903—1904 роках. Вона слухала лекції професорів Грушевського, Колесси, Студинського. Значне враження справила на неї зустріч з Іваном Франком. Крім того, вона познайомилася з членами РУП, що її повністю захопило. Приїжджаючи додому, до Києва, не зважаючи на перевірки, Анастасія привозила підпільну літературу. Таким чином вона стала активною учасницею соціал-демократичного робітничого руху.
Архівні документи засвідчують пряму причетність Анастасії Грінченко до збройних виступів протягом революції 1905—1907 років, в яких вона брала участь зі своїм нареченим. Була безпосередньо причетна до збройного виступу робітників у місті Лубни 1905 року. Була двічі ув'язнена, що призвело до тяжкого захворювання. На початку 1906 року у неї розвинулися сухоти. Батьки докладали великих зусиль, аби звільнити доньку за станом здоров'я. Сухоти розвивалися швидко і 1 жовтня 1908 року Анастасія Грінченко померла. Невдовзі помер немовлям її єдиний син.

## Літературна діяльність
Упорядкувала збірки перекладів художніх творів російських письменників для дітей «Добрий звір», «Буря на морі» (обидві — 1903), «Між хмарами сонечко» (1904). Писала ліричні вірші, байки, оповідання, публіцистичні статті, рецензії. Автор науково-публіцистичної праці «Ідея федералізму у декабристів» (1907), популярних брошур для народу.
У 1900-х роках переклала окремі твори Марка Твена («Пригоди Гека Фінна»), Генріка Ібсена («Гедда Габлер» та «Жінка з моря»), Анатоля Франса («Дочка Ліліт»), Германа Зудермана, Георга Брандеса, Едмондо Де Амічіса, Олівії Шрейнер.

## Родина
Батько — Борис Грінченко, український громадський і культурний діяч, письменник. Мати — Марія Грінченко (1863—1928), до шлюбу Гладиліна, українська письменниця, перекладачка, фольклористка, освітянка.
Батьки повінчалися 10 лютого 1884 року в приміщенні школи в селі Нижня Сироватка (нині Сумська область), де батько на той час був завідувачем.
Від нареченого Анастасія Грінченко народила сина, який помер немовлям невдовзі після неї. Ці смерті підірвали здоров'я Бориса Грінченка, він помер за півтора року після доньки.

## Пам'ять
У 1911—1913 роках Марія Грінченко видавала бібліотечну серію «Книжки пам'яті Насті Грінченко».